# 九酔渓

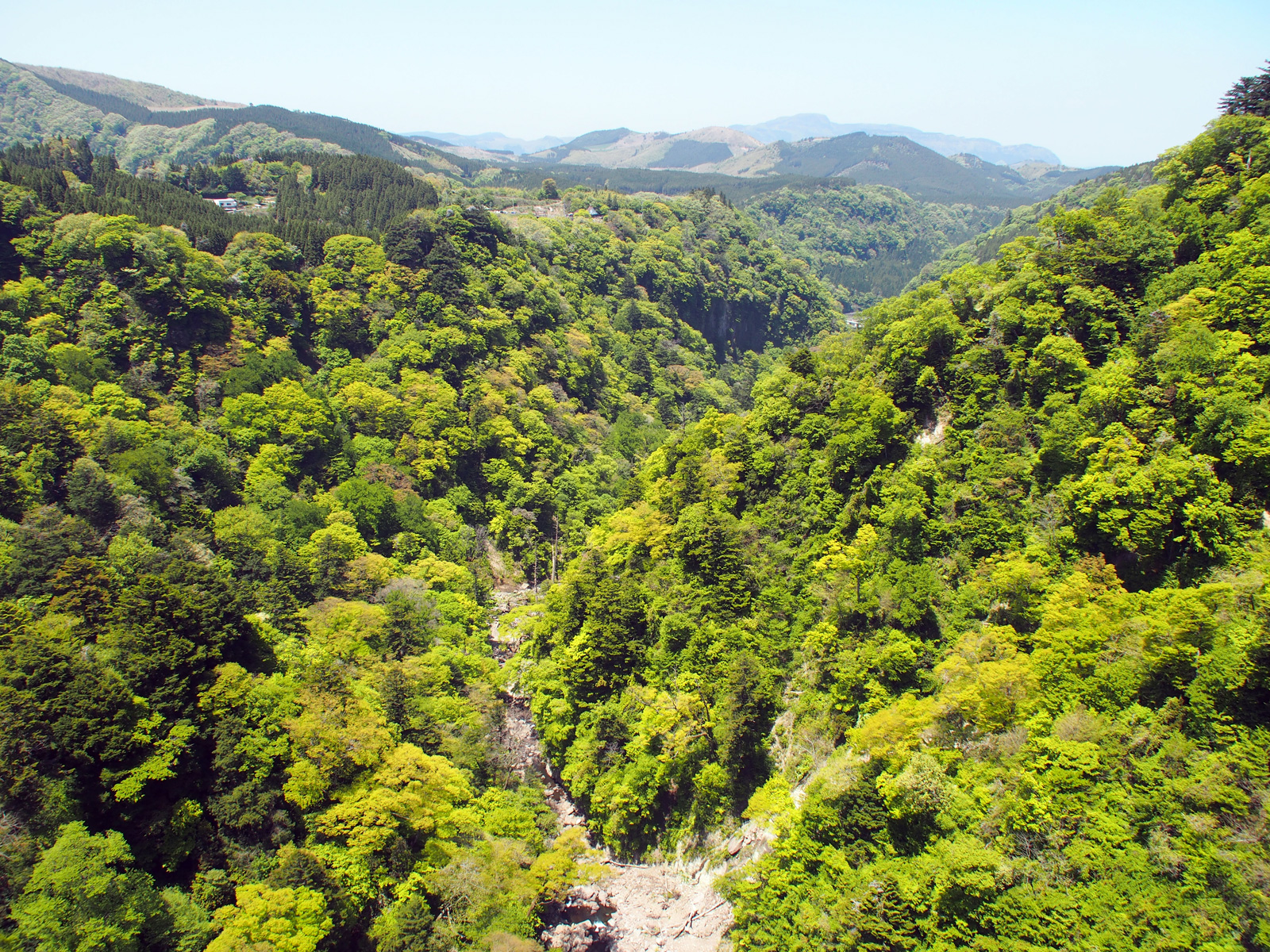
九酔渓

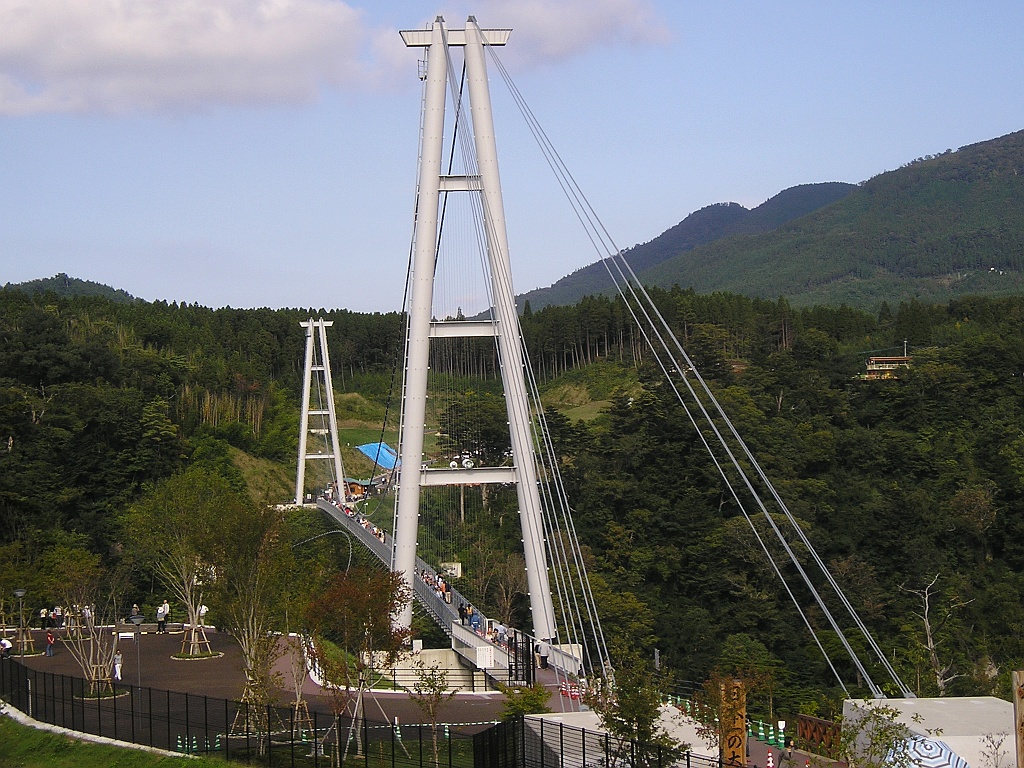
九重"夢"大吊橋

九酔渓（きゅうすいけい）は、大分県玖珠郡九重町にある渓谷。九酔峡（きゅうすいきょう）とも呼ばれ、この付近のより広い一帯の渓谷を鳴子渓谷と呼び、その中に含められることもある。
1959年（昭和34年）3月20日には大分県の名勝に指定されている。

## 概要
筑後川水系の玖珠川と鳴子川の合流地点にあり、飯田高原の落差を利用して流れ落ちる。高低差は約200メートルに上るV字谷で、斜面一面をモミ、ツガ、カエデなどの落葉樹が覆い尽くし、九州地方有数の紅葉の名所としても知られる。また、滝が多いことでも有名で、中でも震動の滝は日本の滝百選にも選定された名瀑である。2006年に完成した九重"夢"大吊橋からも、この渓谷の景色を望むことができる。
飯田高原も含め、一帯は阿蘇くじゅう国立公園に含まれるために観光客が多いが、十三曲がりの通称で呼ばれるほど曲折した道路が多いため、シーズン中は渋滞を避けられない。
なお、九酔渓という地名は九州電力水力発電所から来ているという説がある。